# Schweizer Alpine Skimeisterschaften 2014
Die Schweizer Alpinen Skimeisterschaften 2014 fanden vom 19. bis 23. März auf der Fiescheralp im Kanton Wallis statt. Zwei Rennen mussten aufgrund starken Schneefalls abgesagt und zu einem späteren Zeitpunkt nachgeholt werden. Der Riesenslalom der Damen wurde am 28. März in Splügen ausgetragen, der Slalom der Herren am 6. April in Veysonnaz.

## Herren

### Abfahrt
| Platz | Name                  | Zeit        |
| ----- | --------------------- | ----------- |
| 01    | Urs Kryenbühl         | 1:36,02 min |
| 02    | Carlo Janka           | 1:36,07 min |
| 03    | Patrick Küng          | 1:36,20 min |
| 04    | Mauro Caviezel        | 1:36,28 min |
| 05    | Sandro Viletta        | 1:36,32 min |
| 06    | Fernando Schmed       | 1:36,68 min |
| 07    | Bernhard Niederberger | 1:36,98 min |
| 08    | Ami Oreiller          | 1:37,12 min |
| 09    | Niels Hintermann      | 1:37,15 min |
| 10    | Loïc Meillard         | 1:37,25 min |

Datum: 20. März 2014

Ort: Fiescheralp

### Super-G
| Platz | Name              | Zeit        |
| ----- | ----------------- | ----------- |
| 01    | Mauro Caviezel    | 1:15,01 min |
| 02    | Sandro Viletta    | 1:15,21 min |
| 03    | Carlo Janka       | 1:15,53 min |
|       | Fernando Schmed   | 1:15,53 min |
| 05    | Thomas Tumler     | 1:15,56 min |
| 06    | Didier Défago     | 1:15,69 min |
| 07    | Ami Oreiller      | 1:15,72 min |
| 08    | Urs Kryenbühl     | 1:15,79 min |
| 09    | Silvan Zurbriggen | 1:15,97 min |
| 10    | Marc Berthod      | 1:16,03 min |

Datum: 21. März 2014

Ort: Fiescheralp

### Riesenslalom
| Platz | Name                   | Zeit        |
| ----- | ---------------------- | ----------- |
| 01    | Thomas Tumler          | 1:57,15 min |
| 02    | Roland Leitinger (AUT) | 1:57,34 min |
| 03    | Gino Caviezel          | 1:57,36 min |
| 04    | Giulio Bosca (ITA)     | 1:57,56 min |
| 05    | Carlo Janka            | 1:57,60 min |
| 06    | Didier Défago          | 1:57,61 min |
| 07    | Reto Schmidiger        | 1:57,72 min |
| 08    | Ami Oreiller           | 1:57,74 min |
| 09    | Mauro Caviezel         | 1:57,80 min |
| 10    | Sandro Boner           | 1:57,86 min |

Datum: 22. März 2014

Ort: Fiescheralp

### Slalom
| Platz | Name                  | Zeit        |
| ----- | --------------------- | ----------- |
| 01    | Bernhard Niederberger | 1:55,61 min |
| 02    | Marc Gini             | 1:55,88 min |
| 03    | Stefan Luitz (GER)    | 1:55,93 min |
| 04    | Justin Murisier       | 1:56,12 min |
| 05    | Gino Caviezel         | 1:56,14 min |
| 06    | Markus Vogel          | 1:56,89 min |
| 07    | Dalibor Šamšal (CRO)  | 1:56,97 min |
| 08    | Reto Schmidiger       | 1:57,49 min |
| 09    | Simon Steimle         | 1:57,68 min |
| 10    | Loïc Meillard         | 1:58,03 min |

Datum: 7. April 2014

Ort: Veysonnaz

### Super-Kombination
| Platz | Name                  | Zeit        |
| ----- | --------------------- | ----------- |
| 01    | Sandro Viletta        | 2:19,22 min |
| 02    | Carlo Janka           | 2:19,54 min |
| 03    | Bernhard Niederberger | 2:20,38 min |
| 04    | Nils Mani             | 2:20,90 min |
| 05    | Bruno Steiner         | 2:21,21 min |
| 06    | Amaury Genoud         | 2:21,27 min |
| 07    | Gian Luca Barandun    | 2:21,44 min |
|       | Urs Kryenbühl         | 2:21,44 min |
| 09    | Fernando Schmed       | 2:21,67 min |
| 10    | Jonas Fravi           | 2:21,71 min |

Datum: 20. März 2014

Ort: Fiescheralp

## Damen

### Abfahrt
| Platz | Name                 | Zeit        |
| ----- | -------------------- | ----------- |
| 01    | Corinne Suter        | 1:40,76 min |
| 02    | Nadja Jnglin-Kamer   | 1:41,12 min |
| 03    | Joana Hählen         | 1:41,13 min |
| 04    | Dominique Gisin      | 1:41,28 min |
| 05    | Fränzi Aufdenblatten | 1:41,38 min |
| 06    | Jasmine Flury        | 1:41,96 min |
| 07    | Priska Nufer         | 1:41,97 min |
| 08    | Denise Feierabend    | 1:42,57 min |
| 09    | Wendy Holdener       | 1:42,63 min |
| 10    | Andrea Thürler       | 1:43,09 min |

Datum: 20. März 2014

Ort: Fiescheralp

### Super-G
| Platz | Name               | Zeit        |
| ----- | ------------------ | ----------- |
| 01    | Nadja Jnglin-Kamer | 1:19,69 min |
| 02    | Joana Hählen       | 1:19,76 min |
| 03    | Priska Nufer       | 1:20,21 min |
| 04    | Denise Feierabend  | 1:20,26 min |
| 05    | Wendy Holdener     | 1:20,62 min |
| 06    | Corinne Suter      | 1:20,76 min |
| 07    | Jasmina Suter      | 1:20,79 min |
| 08    | Raphaela Suter     | 1:20,90 min |
| 09    | Rahel Kopp         | 1:20,94 min |
| 10    | Nathalie Gröbli    | 1:21,38 min |

Datum: 21. März 2014

Ort: Fiescheralp

### Riesenslalom
| Platz | Name                      | Zeit        |
| ----- | ------------------------- | ----------- |
| 01    | Wendy Holdener            | 2:02,03 min |
| 02    | Jasmina Suter             | 2:02,25 min |
| 03    | Simone Wild               | 2:03,69 min |
| 04    | Kateřina Pauláthová (CZE) | 2:03,79 min |
| 05    | Nathalie Gröbli           | 2:03,80 min |
| 06    | Adriana Jelinkova (NED)   | 2:03,82 min |
| 07    | Fabienne Suter            | 2:03,99 min |
| 08    | Tina Robnik (SLO)         | 2:04,18 min |
| 09    | Rahel Kopp                | 2:04,23 min |
| 10    | Stephanie Resch (AUT)     | 2:04,31 min |

Datum: 28. März 2014

Ort: Splügen

### Slalom
| Platz | Name                | Zeit        |
| ----- | ------------------- | ----------- |
| 01    | Wendy Holdener      | 1:38,03 min |
| 02    | Denise Feierabend   | 1:38,10 min |
| 03    | Merle Soppela (FIN) | 1:38,29 min |
| 04    | Rahel Kopp          | 1:39,87 min |
| 05    | Karen Persyn (BEL)  | 1:39,88 min |
| 06    | Nadja Vogel         | 1:40,05 min |
| 07    | Chiara Gmür         | 1:40,18 min |
| 08    | Margaux Givel       | 1:40,31 min |
| 09    | Jasmina Suter       | 1:40,38 min |
| 10    | Elena Gilli         | 1:41,15 min |

Datum: 22. März 2014

Ort: Fiescheralp

### Super-Kombination
| Platz | Name               | Zeit        |
| ----- | ------------------ | ----------- |
| 01    | Wendy Holdener     | 2:25,60 min |
| 02    | Denise Feierabend  | 2:25,90 min |
| 03    | Dominique Gisin    | 2:26,04 min |
| 04    | Jasmina Suter      | 2:26,75 min |
| 05    | Corinne Suter      | 2:27,56 min |
| 06    | Joana Hählen       | 2:27,75 min |
| 07    | Nadja Jnglin-Kamer | 2:27,83 min |
| 08    | Jasmina Suter      | 2:28,00 min |
| 09    | Nathalie Gröbli    | 2:29,46 min |
| 10    | Andrea Thürler     | 2:29,70 min |

Datum: 20. März 2014

Ort: Fiescheralp

## Anmerkung
1. 1 2 3 4  Ausländische Teilnehmer erhalten keine Medaillen.